# Kamienna Wola (gmina Gowarczów)
Kamienna Wola – wieś sołecka w Polsce położona w województwie świętokrzyskim, w powiecie koneckim, w gminie Gowarczów,
Wieś położona przy drodze wojewódzkiej 728.
Do 1954 roku siedziba gminy Stużno. W latach 1954–1972 wieś należała i była siedzibą władz gromady Kamienna Wola. W latach 1975–1998 miejscowość należała administracyjnie do województwa radomskiego.
Wierni kościoła rzymskokatolickiego należą do parafii św. Doroty w Petrykozach.

## Części wsi
| SIMC    | Nazwa         | Rodzaj    |
| ------- | ------------- | --------- |
| 0620671 | Dziupel       | część wsi |
| 0620688 | Kopaniny      | część wsi |
| 0620694 | Pod Sołtysami | część wsi |

## Historia
Kamienna Wola, w wieku XIX wieś w powiecie opoczyńskim, gminie Stużno, parafii Petrykozy. Odległa 10 wiorst od Opoczna przy drodze bitej.
W 1827 r. było ta 14 domów i 116 mieszkańców. W 1882 21 domów, 185 mieszkańców 538 mórg ziemi włościańskiej i 6 mórg dworskiej
We wsi osada młynarska mająca 7 mórg ziemi. Tu bierze początek rzeka Brzuśnia.
Według spisu powszechnego z roku 1921 we wsi Kamienna Wola było: 63 domy i 335 mieszkańców.